# ذا ترينتي (ألبوم)

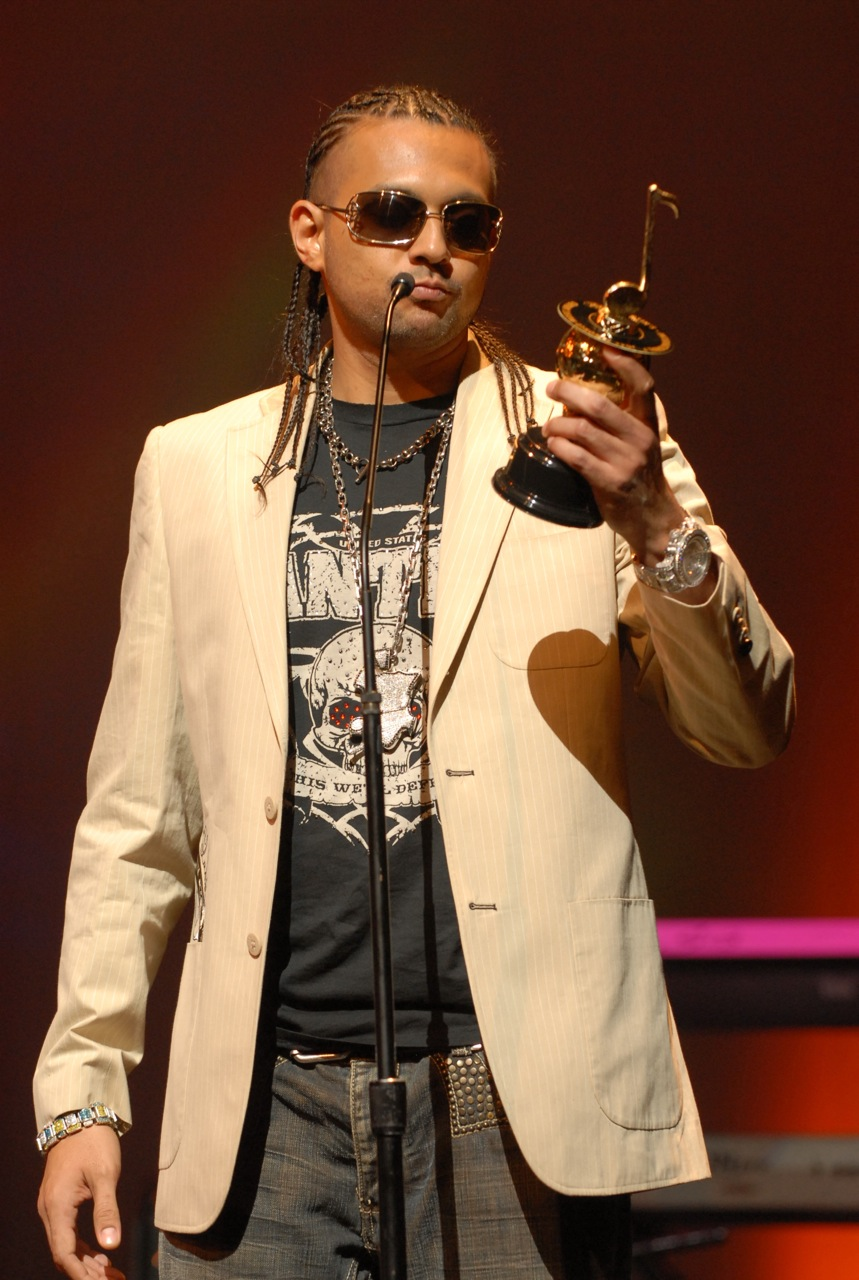
شون بول

ذا ترينتي (بالإنجليزية: The Trinity)‏ ثالث البوم لشون بول (بالإنجليزية: Sean Paul)‏ صدر الالبوم في 27 سبتمبر 2005 وباع أكثر من مليون ونصف نسخة في الولايات المتحدة وحصل هذا إيضآ على عدة جوائز ابرزها جائزة بيلبورد أفضل البوم ريجاي لعام 2005.

## اغاني الالبوم
The Trinity (Intro)
وي بي برنن
إيفر بلازين
تيمبريتشر Temperature
كراي بيبي كراي feat. Crlos Santana & Joss Stone
نيفر غانا بي ذا سيم Never Gonna Be The Sam
جيف إت أب تو مي feat. Keyshia Cole
بريك إت أوف feat. Rihanna
All On Me feat. Tammi Chynn
Yardie Bone
Break Out
Fire Links Intro
Head In The Zone
Send It On
Eye Deh A Mi Knee
I'll Take You There
Head To Toe
Stright Up
Change The Game feat. Loga Man
As Time Goes On
Connection feat. Nina Sky
Feel Alright

## روابط خارجية
- ذا ترينتي على موقع ميتاكريتيك (الإنجليزية)
- ذا ترينتي على موقع أول موفي (الإنجليزية)